# Theronia badia
Theronia badia là một loài tò vò trong họ Ichneumonidae.